# Geografia de Manaus
| Geografia de Manaus     | |
|                         | |
| Mapa de Manaus          | |
| Região                  | Norte |
| Estado                  | Amazonas |
| Coordenadas geográficas | 3° 06′ S, 60° 01′ O |
| Área                    | |
| - Total                 | 11 401,058 km² |
| - Zona urbana           | 377 km² |
| - Zona rural            | 11 128 km² |
| Limites                 | |
| - Municípios limítrofes | Oeste: Novo Airão; Norte: Presidente Figueiredo e Novo Airão; Leste: Itacoatiara e Rio Preto da Eva; Sul: Careiro, Careiro da Várzea e Iranduba. |
| Relevo                  | Planícies |
| Extremos de elevação    | |
| - Ponto mais alto       | superior a 100 metros |
| - Ponto mais baixo      | |
| Hidrografia             | |
| - Bacia hidrográfica    | Rio Amazonas |
| - Principais rios       | Rio Negro, Rio Solimões e Rio Amazonas. |
| Clima                   | Equatorial úmido Am, Af. |

A Geografia de Manaus, uma cidade brasileira capital do estado do Amazonas,  é de vegetação densa, clima variável e tipicamente influenciada pela floresta Amazônica. O município apresenta um relevo caracterizado por planícies, terras firmes, igapós e baixos planaltos, sendo que a altitude média é inferior a 100 metros. O clima é considerado tropical úmido (tipo Af segundo Köppen). A cidade pertencente à Região Geográfica Intermediária de Manaus e à Região Geográfica Imediata homônima, localizando-se na confluência dos rios Negro e Solimões.
Ocupa uma área de 11.401 km², representando 0.7258 % do estado do Amazonas, 0.2959 % da Região Norte e 0.1342 % de todo o território brasileiro. Desse total 229,5040 km² estão em perímetro urbano. Sua população foi estimada em 2011 pelo IBGE em 1 832 426 habitantes, sendo assim o 7º município mais populoso do Brasil. 
É sede da Região Metropolitana de Manaus, a maior região metropolitana do norte do país, com 101.474 km²  e 2 106 866 habitantes, sendo a 11ª mais populosa da federação.
É a maior cidade da Região Norte do Brasil, ocupando uma área de 11.401,058 km² e resultando em uma densidade de 152,50 hab./km². Várias ilhas, arquipélagos e áreas ecológicas são encontrados próximos à cidade, tendo destaque para o arquipélago de Anavilhanas, situado nas divisas com Novo Airão, e o Encontro das Águas, famoso cartão-postal da cidade. Limita-se com os municípios de Presidente Figueiredo, Careiro, Iranduba, Rio Preto da Eva, Itacoatiara e Novo Airão.

## Relevo
Manaus localiza-se na margem esquerda do rio Negro com uma área de 11.401,092 km² e densidade demográfica de 191,45 habitantes por km², sendo a segunda maior capital estadual no Brasil em área territorial. Ilhas, arquipélagos, praias e áreas ecológicas são encontrados próximos à cidade, com destaque para o arquipélago de Anavilhanas, situado nos limites com Novo Airão, e o Encontro das Águas, famoso cartão-postal da cidade. Limita-se com os municípios de Presidente Figueiredo, Careiro, Iranduba, Rio Preto da Eva, Itacoatiara e Novo Airão.
Manaus possui a quarta maior área urbana do país com 427 km², segundo dados da Embrapa divulgados em 2017. É a maior área urbana por município das regiões Norte e Nordeste. De acordo com a divisão regional vigente desde 2017, instituída pelo IBGE, o município pertence às Regiões Geográficas Intermediária e Imediata de Manaus. Até então, com a vigência das divisões em microrregiões e mesorregiões, fazia parte da microrregião de Manaus, que por sua vez estava incluída na mesorregião do Centro Amazonense.
A vegetação da capital é densa, e tipicamente coberta pela floresta amazônica. Com uma flora diversificada, abriga vários tipos de plantas, além da vitória-régia, uma espécie aquática ornamental. Existem plantas bem próximas umas das outras, o que torna a vegetação úmida e impenetrável. Há espécies com folhas permanentes, encarregadas de deixar a floresta com um verde intenso o ano todo. Algumas árvores de origem amazônica, como a Andiroba e Mafumeira (também conhecida como Sumaúma), são cultivadas em parques da cidade, como o Parque do Mindu e o Parque Estadual Sumaúma. Este último recebe este nome em razão da grande quantidade de árvores mafumeiras que possui e é atualmente um parque estadual. Répteis como tartarugas, caimões e víboras também ali habitam. Toda a fauna da floresta tropical úmida presente na Amazônia também se encontra na cidade. Nas áreas rurais do município, há inúmeras espécies de plantas e pássaros, inúmeros anfíbios e milhões de insetos.

## Parques e espaços públicos
Há importantes parques, reservas ecológicas e espaços públicos no município, com boa parte deles sendo administrada pela Secretaria Municipal de Meio Ambiente e Sustentabilidade (SEMMAS), Secretaria de Estado da Cultura (SEC) e Secretaria de Meio Ambiente e Desenvolvimento Sustentável do Amazonas (SDS). Alguns destes espaços são o Bosque da Ciência, Parque Municipal do Mindu, o Parque Estadual Sumaúma, o Parque dos Bilhares, o Jardim Botânico de Manaus, o Parque Senador Jefferson Peres, Parque Lagoa do Japiim, Parque Rio Negro, entre outros.
Os três principais parques municipais são o Parque Municipal do Mindu, o Parque dos Bilhares e o Jardim Botânico Adolpho Ducke. O Parque do Mindu está situado no bairro Parque 10 de Novembro, tendo sido criado em 1993, por meio da Lei Municipal nº 219 de 11 de novembro. Possui 40,8 hectares e abriga uma considerável população de Soim-de-coleira - um pequeno símio existente apenas na região de Manaus - além de um orquidário, um canteiro de ervas com propriedades terapêuticas e aromáticas e trilhas suspensas.
O Bilhares é um parque de menor tamanho, estando localizado no bairro da Chapada. O Jardim Botânico Adolpho Ducke, situado no bairro Cidade de Deus, é caracterizado por mais de três quilômetros de trilhas, além de inúmeras espécies de animais em extinção, como araras, tucanos, tatus e onças-pintadas, distribuídas em 100 km².
O Parque Estadual Sumaúma, regulamentado pelo Decreto nº 23.721 de 5 de setembro de 2003, é a única Unidade de Conservação (UC) de caráter estadual situada na área urbana do município de Manaus. Localiza-se no bairro Cidade nova e caracteriza-se por ser o menor parque estadual do Amazonas em área, com pouco mais de 52 hectares.

## Hidrografia

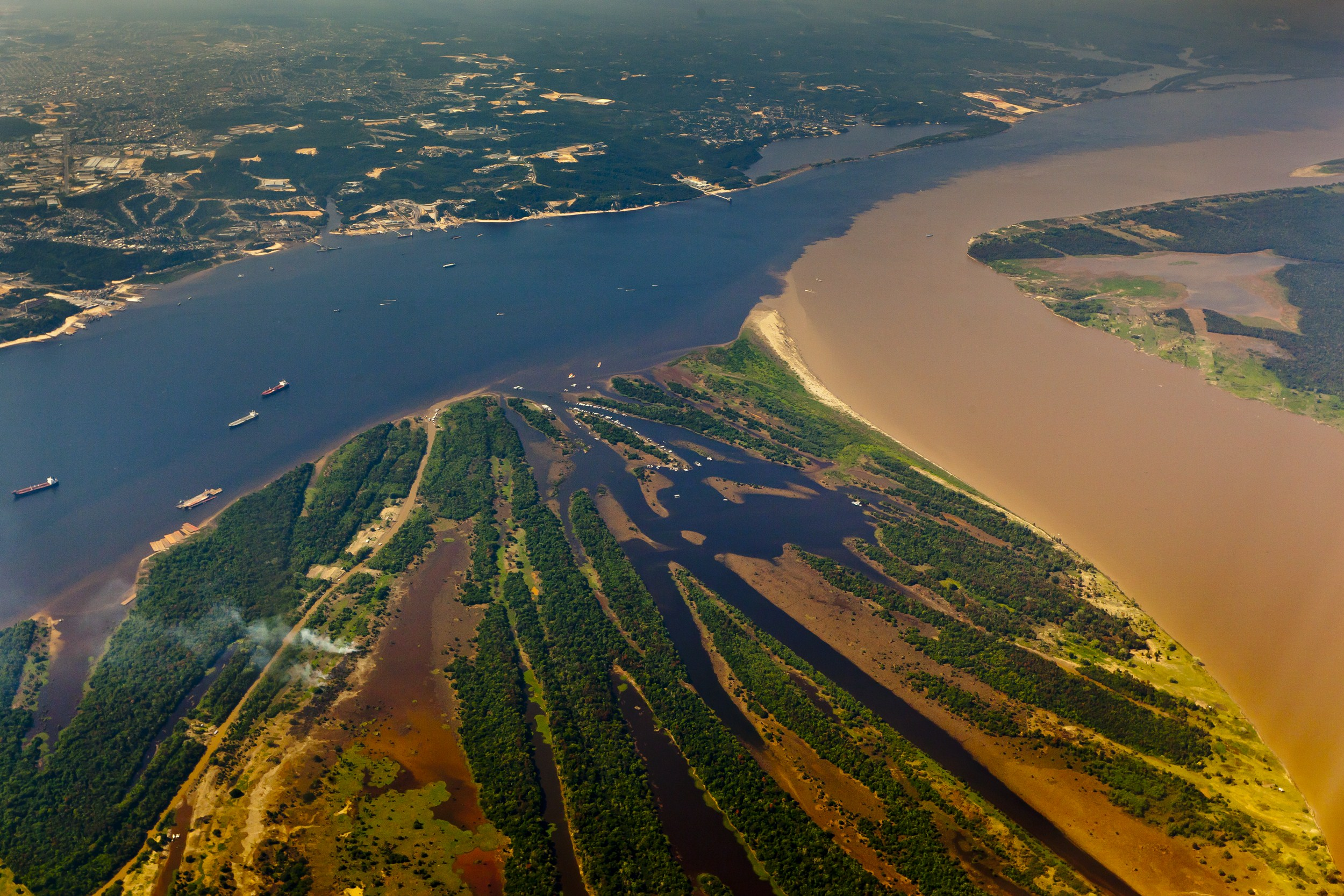
Encontro dos rios Negro e Solimões, onde formam o rio Amazonas, o maior rio em volume de água do mundo.

A hidrografia de Manaus é formada por quatro bacias: Educandos, São Raimundo, Tarumã e Puraquequara e várias microbacias ou sub-bacias. Como a rede de drenagem é muito extensa, característica da região, é formada por diferentes processos geo-sistêmicos que atuam de diversas formas e em diferentes intensidades no tempo e no espaço, tais como o clima, o solo, o relevo, a hidrografia e a sociedade e seus espaços.
As bacias hidrográficas urbanizadas merecem destaque tanto pela extensão territorial quanto número de indivíduos morando em sua área de abrangência, que foram denominadas segundo a identificação da Secretaria Municipal de Meio Ambiente e Sustentabilidade (SEMMAS): Bacias Hidrográficas do Tarumã e do Puraquequara, que estão parcialmente inseridas na malha urbana manauara, e Bacias do São Raimundo e do Educandos que se encontram integralmente no perímetro urbano de Manaus. Além das bacias menores, relativamente que são: bacias do Mauá, Mauazinho, Colônia Antônio Aleixo, Refinaria e Ponta Pelada.
Os grandes mamíferos da água, como o peixe-boi e o boto-cor-de-rosa, são encontrados principalmente em regiões sem muita movimentação do rio Negro, em lagos encontrados no bairro Tarumã e também em alguns reservatórios da cidade, como o Instituto Nacional de Pesquisas da Amazônia (INPA). Há pássaros e peixes de todas as espécies, plumagens e peles. Em algumas regiões ao longo do rio Amazonas, floresce a planta Vitória-régia, cujas folhas circulares chegam a mais de um metro de diâmetro.

## Problemas ambientais

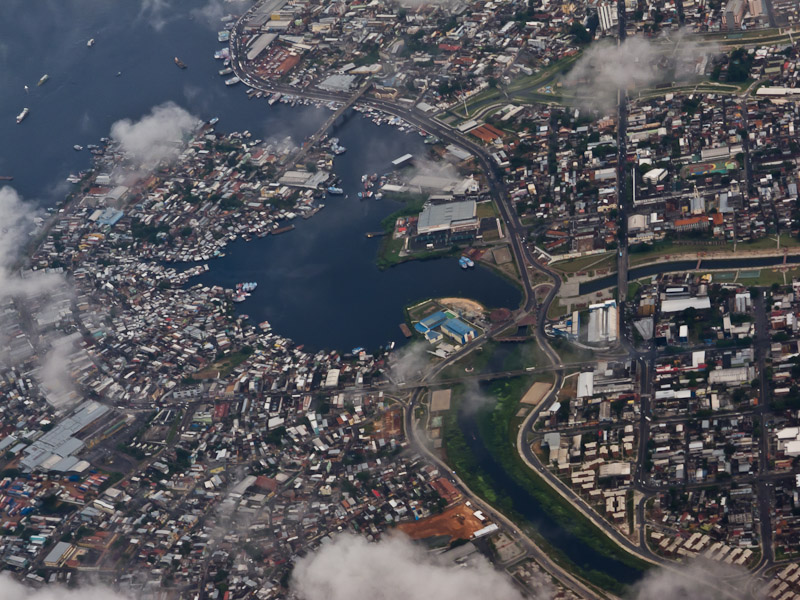
À esquerda: palafitas no igarapé do Educandos.

A poluição atmosférica do ar na cidade é intensa, devido principalmente à enorme quantidade de automóveis que circulam diariamente na cidade e às indústrias pertencentes ao Polo Industrial de Manaus. Na questão territorial, Manaus sofreu diversas ocupações irregulares em suas áreas verdes entre as décadas de 1970 e 1980, que originaram, por sua vez, grande parte dos bairros periféricos da zona urbana. Em 2006, verificou-se que o município já havia desmatado 22% de sua área urbana. Até meados da década de 1970, a população manauara concentrava-se, sobretudo, nas regiões sul, centro-sul, oeste e centro-oeste do município, havendo uma densa população vivendo às margens de igarapés.
Um estudo do Instituto Nacional de Pesquisas da Amazônia (INPA), realizado em 2008 e que analisou 20 áreas em Manaus, ressaltou que a região do Eldorado é a que apresenta o maior índice de poluição do ar, com alta concentração de dióxido de nitrogênio. O mesmo estudo apontou as regiões da Marina Tauá, no bairro Tarumã, e Colônia Japonesa, na zona norte, como detentoras de índice zero de poluição, considerando-as as de menor nível de poluição nos limites urbanos do município. O mesmo estudo afirmou que a poluição em Manaus se dá de forma mais densa nos meses de agosto e setembro, e nos horários de maior tráfego de veículos. Outro estudo, realizado pelo Instituto de Pesquisa Ambiental da Amazônia (IPAM), afirma que os córregos de Manaus poderão desaparecer devido a poluição crescente, advinda da irregularidade do sistema de esgoto dos domicílios da cidade e do processo de recuperação dos córregos. Partes dos rios Negro e Solimões também encontram-se em estado de poluição.
A degradação dos igarapés de Manaus e o défict de saneamento básico e ambiental são problemas com o reflexo direto na saúde de seus habitantes.  O problema da poluição, falta de tratamento e de distribuição da água também é agravado pela ocupação irregular das áreas de mananciais, ocasionada pela expansão urbana.

## Clima
O clima de Manaus é considerado tropical úmido de monção (tipo Am segundo Köppen), com temperatura média compensada anual de 27 °C e umidade do ar relativamente elevada, com índice pluviométrico em torno de 2 300 milímetros (mm) anuais. As estações do ano são relativamente bem definidas no que diz respeito à chuva: o verão é muito chuvoso e o inverno relativamente seco. Já houve ocorrências pontuais de chuva de granizo na cidade.
| Maiores acumulados de precipitação em 24 horas registrados em Manaus por meses (INMET) | Maiores acumulados de precipitação em 24 horas registrados em Manaus por meses (INMET) | Maiores acumulados de precipitação em 24 horas registrados em Manaus por meses (INMET) | Maiores acumulados de precipitação em 24 horas registrados em Manaus por meses (INMET) | Maiores acumulados de precipitação em 24 horas registrados em Manaus por meses (INMET) | Maiores acumulados de precipitação em 24 horas registrados em Manaus por meses (INMET) |
| Mês                                                                                    | Acumulado                                                                              | Data                                                                                   | Mês                                                                                    | Acumulado                                                                              | Data                                                                                   |
| -------------------------------------------------------------------------------------- | -------------------------------------------------------------------------------------- | -------------------------------------------------------------------------------------- | -------------------------------------------------------------------------------------- | -------------------------------------------------------------------------------------- | -------------------------------------------------------------------------------------- |
| Janeiro                                                                                | 155 mm                                                                                 | 15/01/1996                                                                             | Julho                                                                                  | 62,8 mm                                                                                | 17/07/1933                                                                             |
| Fevereiro                                                                              | 149,2 mm                                                                               | 09/02/1952                                                                             | Agosto                                                                                 | 79,8 mm                                                                                | 01/08/2000                                                                             |
| Março                                                                                  | 168,3 mm                                                                               | 08/03/1968                                                                             | Setembro                                                                               | 143,2 mm                                                                               | 28/09/2019                                                                             |
| Abril                                                                                  | 180,8 mm                                                                               | 08/04/1967                                                                             | Outubro                                                                                | 135,2 mm                                                                               | 21/10/1979                                                                             |
| Maio                                                                                   | 113,7 mm                                                                               | 13/05/1961                                                                             | Novembro                                                                               | 135,4 mm                                                                               | 22/11/1954                                                                             |
| Junho                                                                                  | 74 mm                                                                                  | 06/06/1933                                                                             | Dezembro                                                                               | 132,5 mm                                                                               | 21/12/2010                                                                             |
| Período: 1925-presente                                                                 |                                                                                        |                                                                                        |                                                                                        |                                                                                        |                                                                                        |

Devido à proximidade da Linha do equador, o calor é constante do clima local. São inexistentes os dias de frio no inverno, e raramente massas de ar polar muito intensas no centro-sul do país e sudoeste amazônico têm algum efeito sobre a cidade, como ocorreu em agosto de 1955, mas, apesar de raras, quando influenciam no clima, podem fazer com que a temperatura possa cair para 18 °C. A proximidade com a floresta normalmente evita extremos de calor e torna a cidade úmida.
No dia 26 de novembro de 2009, foi registrado um caso de chuva ácida em Manaus. A poluição do ar, causada em grande parte pelo acúmulo de fumaça de queimadas, associada ao dióxido de carbono emitido por carros, foi a causa deste fenômeno. Apesar de a incidência de chuva ácida ser comum em algumas capitais brasileiras onde há grande concentração de carros, em Manaus e em outras cidade do Amazonas a situação se agrava com o período prolongado de estiagem com a fumaça das queimadas.
Segundo dados do Instituto Nacional de Meteorologia (INMET), desde 1961 a menor temperatura registrada em Manaus foi de 12,1 °C em 9 de julho de 1989, e a maior atingiu 39 °C em 21 de setembro de 2015. O maior acumulado de precipitação (chuva) em 24 horas foi de 180,8 mm em 8 de abril de 1967. Alguns outros grandes acumulados foram 168,3 mm em 8 de março de 1968, 155 mm em 15 de janeiro de 1996, 154,4 mm em 20 de abril de 2000, 151 mm em 20 de março de 1983 e 150,8 mm em 8 de março de 1978. O índice mais baixo de umidade relativa do ar foi de 18%, registrado na tarde de 11 de agosto de 2011.
| Dados climatológicos para Manaus (OMM: 82331)                                            | Dados climatológicos para Manaus (OMM: 82331) | Dados climatológicos para Manaus (OMM: 82331) | Dados climatológicos para Manaus (OMM: 82331) | Dados climatológicos para Manaus (OMM: 82331) | Dados climatológicos para Manaus (OMM: 82331) | Dados climatológicos para Manaus (OMM: 82331) | Dados climatológicos para Manaus (OMM: 82331) | Dados climatológicos para Manaus (OMM: 82331) | Dados climatológicos para Manaus (OMM: 82331) | Dados climatológicos para Manaus (OMM: 82331) | Dados climatológicos para Manaus (OMM: 82331) | Dados climatológicos para Manaus (OMM: 82331) | Dados climatológicos para Manaus (OMM: 82331) |
| Mês                                                                                      | Jan                                           | Fev                                           | Mar                                           | Abr                                           | Mai                                           | Jun                                           | Jul                                           | Ago                                           | Set                                           | Out                                           | Nov                                           | Dez                                           | Ano                                           |
| ---------------------------------------------------------------------------------------- | --------------------------------------------- | --------------------------------------------- | --------------------------------------------- | --------------------------------------------- | --------------------------------------------- | --------------------------------------------- | --------------------------------------------- | --------------------------------------------- | --------------------------------------------- | --------------------------------------------- | --------------------------------------------- | --------------------------------------------- | --------------------------------------------- |
| Temperatura máxima recorde (°C)                                                          | 37                                            | 36,1                                          | 36,2                                          | 35,4                                          | 34,7                                          | 35,1                                          | 37,1                                          | 38                                            | 39,3                                          | 40                                            | 38,5                                          | 37,3                                          | 40                                            |
| Temperatura máxima média (°C)                                                            | 31,3                                          | 31,1                                          | 31,2                                          | 31,3                                          | 31,5                                          | 31,9                                          | 32,5                                          | 33,6                                          | 34,1                                          | 34                                            | 33                                            | 32                                            | 32,3                                          |
| Temperatura média compensada (°C)                                                        | 26,6                                          | 26,6                                          | 26,6                                          | 26,7                                          | 27                                            | 27,3                                          | 27,5                                          | 28,2                                          | 28,6                                          | 28,5                                          | 28                                            | 27,2                                          | 27,4                                          |
| Temperatura mínima média (°C)                                                            | 23,6                                          | 23,6                                          | 23,7                                          | 23,7                                          | 23,9                                          | 23,8                                          | 23,7                                          | 24,1                                          | 24,5                                          | 24,6                                          | 24,4                                          | 24                                            | 24                                            |
| Temperatura mínima recorde (°C)                                                          | 18,5                                          | 18                                            | 19                                            | 18,5                                          | 19,5                                          | 19,2                                          | 17,8                                          | 18                                            | 20                                            | 19,4                                          | 19,3                                          | 19                                            | 17,8                                          |
| Precipitação (mm)                                                                        | 305,6                                         | 296,8                                         | 320,9                                         | 331                                           | 233,3                                         | 117,2                                         | 67,1                                          | 56,1                                          | 79                                            | 113,9                                         | 188                                           | 253,5                                         | 2 362,4                                       |
| Dias com precipitação (≥ 1 mm)                                                           | 19                                            | 18                                            | 19                                            | 18                                            | 16                                            | 10                                            | 7                                             | 6                                             | 6                                             | 8                                             | 10                                            | 15                                            | 152                                           |
| Umidade relativa compensada (%)                                                          | 84,8                                          | 85,1                                          | 85,8                                          | 85,6                                          | 84,4                                          | 80,8                                          | 77,4                                          | 74,6                                          | 74,6                                          | 76,1                                          | 79,3                                          | 83                                            | 81                                            |
| Insolação (h)                                                                            | 122,7                                         | 98                                            | 104,3                                         | 113,6                                         | 141,9                                         | 191                                           | 223,1                                         | 222,5                                         | 196,4                                         | 173,5                                         | 150,7                                         | 126,6                                         | 1 864,3                                       |
| Fonte: INMET (normal climatológica de 1991-2020; recordes de temperatura: 1931-presente) |                                               |                                               |                                               |                                               |                                               |                                               |                                               |                                               |                                               |                                               |                                               |                                               |                                               |